# La Belle du Montana
Pour plus de détails, voir Fiche technique et Distribution.
La Belle du Montana est un film américain réalisé par Allan Dwan, sorti en 1951.

## Synopsis
Un propriétaire de mines d'or dans le Montana hésite entre deux sœurs, une chanteuse classique et une tenancière d'une maison de jeu, Belle Le Grand, tout juste sortie de prison après avoir été emprisonnée à la place de son mari.

## Fiche technique
- Titre original : Belle Le Grand
- Réalisation : Allan Dwan
- Scénario : D. D. Beauchamp, Peter B. Kyne
- Direction artistique : James Sullivan
- Costumes : Adele Palmer
- Photographie : Reggie Lanning
- Montage : Harry Keller
- Musique : Victor Young
- Société de production : Republic Pictures
- Pays de production :  États-Unis
- Format : Noir et blanc - Mono - 1.37 : 1 - 35 mm
- Durée : 95 minutes
- Dates de sortie : 
  - États-Unis : 27 janvier 1951
  - France : 7 septembre 1951

## Distribution
- John Carroll (VF : Claude Peran) : John Kilton
- Vera Ralston : Daisy Henshaw / Belle Le Grand
- William Ching : Bill Shanks
- Grant Withers : Shannon
- Hope Emerson : Emma McGee
- Stephen Chase : Montgomery Crame
- John Qualen : Corky McGee
- Harry Morgan : Abel Stone
- Charles Crane : Cal
- Thurston Hall : Parkington
- Marietta Canty : Daisy
- Glen Vernon : Bellboy
- Muriel Lawrence : Nan Henshaw

Parmi les acteurs non crédités : 
- James Arness
- Art Baker
- Don Beddoe
- Peter Brocco : Tyler
- Gino Corrado : Gambarelli
- Maude Eburne
- John Hamilton : Courtier
- Russell Hicks
- John Holland
- James Kirkwood
- Howard M. Mitchell
- Snub Pollard
- William Schallert
- Queenie Smith : Anna
- Carl Switzer
- Harry Tenbrook
- Andrew Tombes
- Pierre Watkin
- John Wengraf
- Frank Wilcox